# Liste der höchsten Talsperren ihrer Zeit
In der Liste der höchsten Talsperren ihrer Zeit werden chronologisch alle Talsperren (Staudämme, Staumauern, Stauwerke usw.) aller Bauarten aufgelistet, die zu einer bestimmten Zeit die höchste Talsperre der Welt waren.

## Talsperren-Bauwerke nach größter Bauhöhe (über Gründung, soweit bekannt)
| Zeit                   | Höhe   | Name                        | Fertigstellung  | Fluss          | Land                    | Bemerkung |
| ---------------------- | ------ | --------------------------- | --------------- | -------------- | ----------------------- | --- |
| ab 2018                | 314 m  | Shuangjiangkou              | in Bau          | Dadu He        | Volksrepublik China     | |
| ab 2015                | 305 m  | Jinping I                   | in Bau          | Yalong Jiang   | Volksrepublik China     | |
| 1980-heute             | 300 m  | Nurek                       | 1980            | Wachsch        | Tadschikistan           | |
| 1962–1980              | 285 m  | Grande Dixence              | 1962            | Dixence        | Schweiz                 | |
| 1961–1962              | 270 m  | Vajont                      | 1961            | Vajont         | Italien                 | Bei einem Erdrutsch 1963 wurde ein Dorf in der Nähe zerstört, die Staumauer blieb unbeschädigt. Der See wurde seitdem aber nicht mehr aufgestaut. |
| 1935–1961              | 221 m  | Hoover                      | 1935            | Colorado       | USA                     | |
| 1934–1935              | 137 m  | Chambon                     | 1934            | Romanche/Isère | Frankreich              | |
| 1932–1934              | 127 m  | Owyhee                      | 1932            | Owyhee River   | USA                     | |
| 1930–1932              | 119 m  | Diablo Dam                  | 1930            | Skagit River   | USA                     | |
| 1924–1930              | 112 m  | Schräh                      | 1924            | Wägitaler Aa   | Schweiz                 | |
| 1915–1924              | 110 m  | Arrowrock                   | 1915            | Boise River    | USA                     | |
| 1910–1915              | 99 m   | Buffalo Bill Dam (Shoshone) | 1910            | Colorado River | USA                     | |
| 1906–1910              | 91 m   | New Croton                  | 1906            | Croton River   | USA                     | |
| 1350–1906              | 60 m   | Kurit                       | 1350            | ?              | Iran                    | wurde 1850 von 60 auf 65 m erhöht |
| 1305–1350              | 34 m   | Paskanda Ulpotha            | 460             | ?              | Sri Lanka               | wurde 300 v. Chr. mit 17 m gebaut und 460 n. Chr. auf 34 m erhöht                                                                                 |
| 60–1305                | 40 m   | Subiaco                     | um 60           | Aniene         | Römisches Reich/Italien | 1305 zerstört |
| 240 v. Chr.-60 n. Chr. | 30 m   | Gukow-Staudamm              | 240 v. Chr.     | ?              | China                   | möglicherweise; je nach tatsächlicher Höhe von Anfengtang                                                                                         |
| 591–240 v. Chr.        | 31 m ? | Anfengtang                  | 591 v. Chr.     | Huai He        | China                   | 31 m ist Endmaß; damalige Höhe=? |
| 750–591 v. Chr.        | 20 m   | Staudamm von Ma'rib         | 750 v. Chr.     | Wadi Dhanah    | Jemen                   | |
| 2600–750 v. Chr.       | 14 m   | Sadd-el-Kafara              | um 2600 v. Chr. | Wadi Garawi    | Altes Reich, Ägypten    | |
| 3000–2600 v. Chr.      | 5 m    | Jawa                        | 3000 v. Chr.    | ?              | heutiges Jordanien      | |